# Volvo S70
Volvo S70 — середньорозмірний автомобіль (D класу), що випускався шведською компанією Volvo Cars з 1996 по 2000 рік. Крім седана S70 існував і подібний універсал V70; обидві моделі є модернізованою версією Volvo 850 в частині зовнішнього вигляду і підвіски. Після закінчення виробництва, на зміну S70 прийшла нова модель Volvo S60.

## Опис

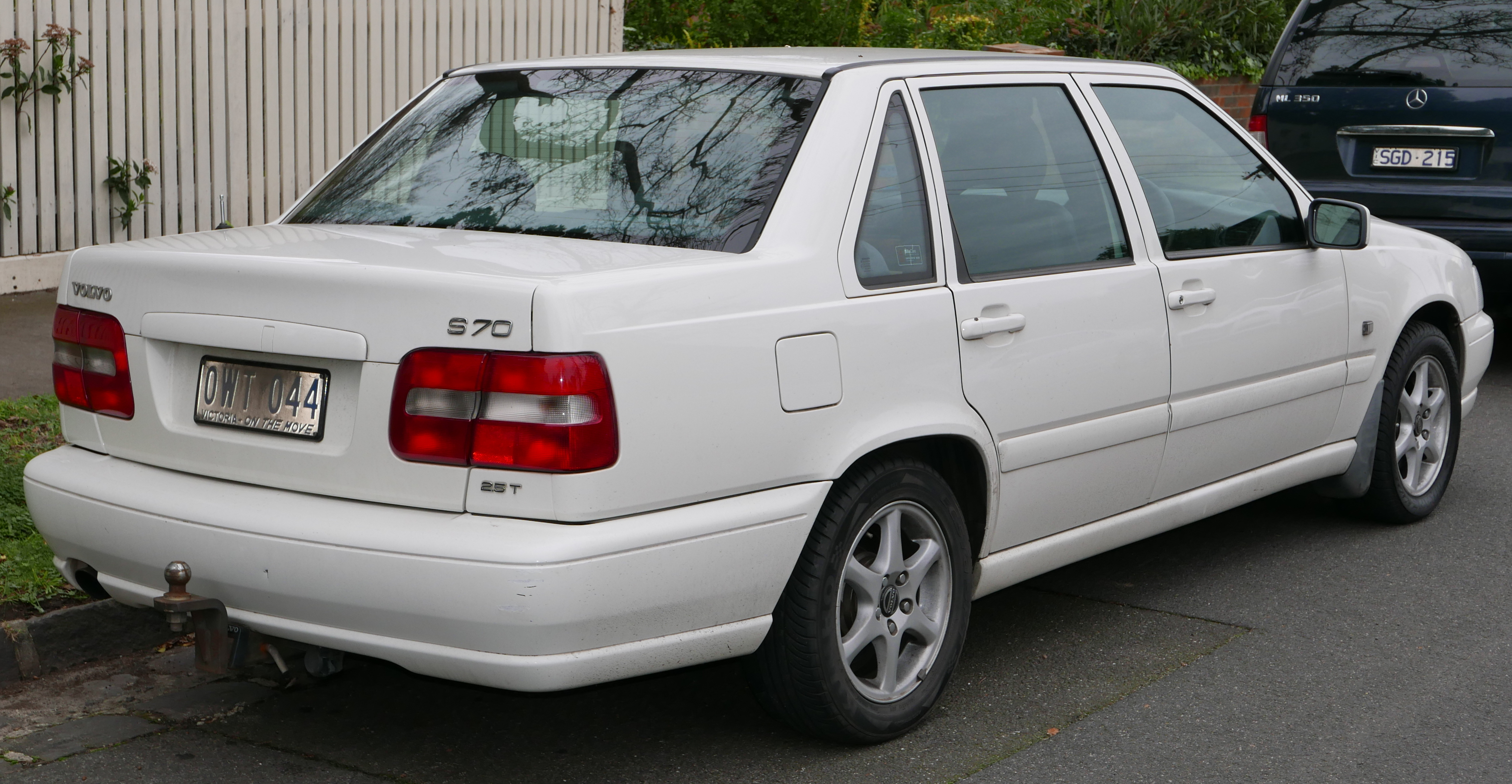
Volvo S70

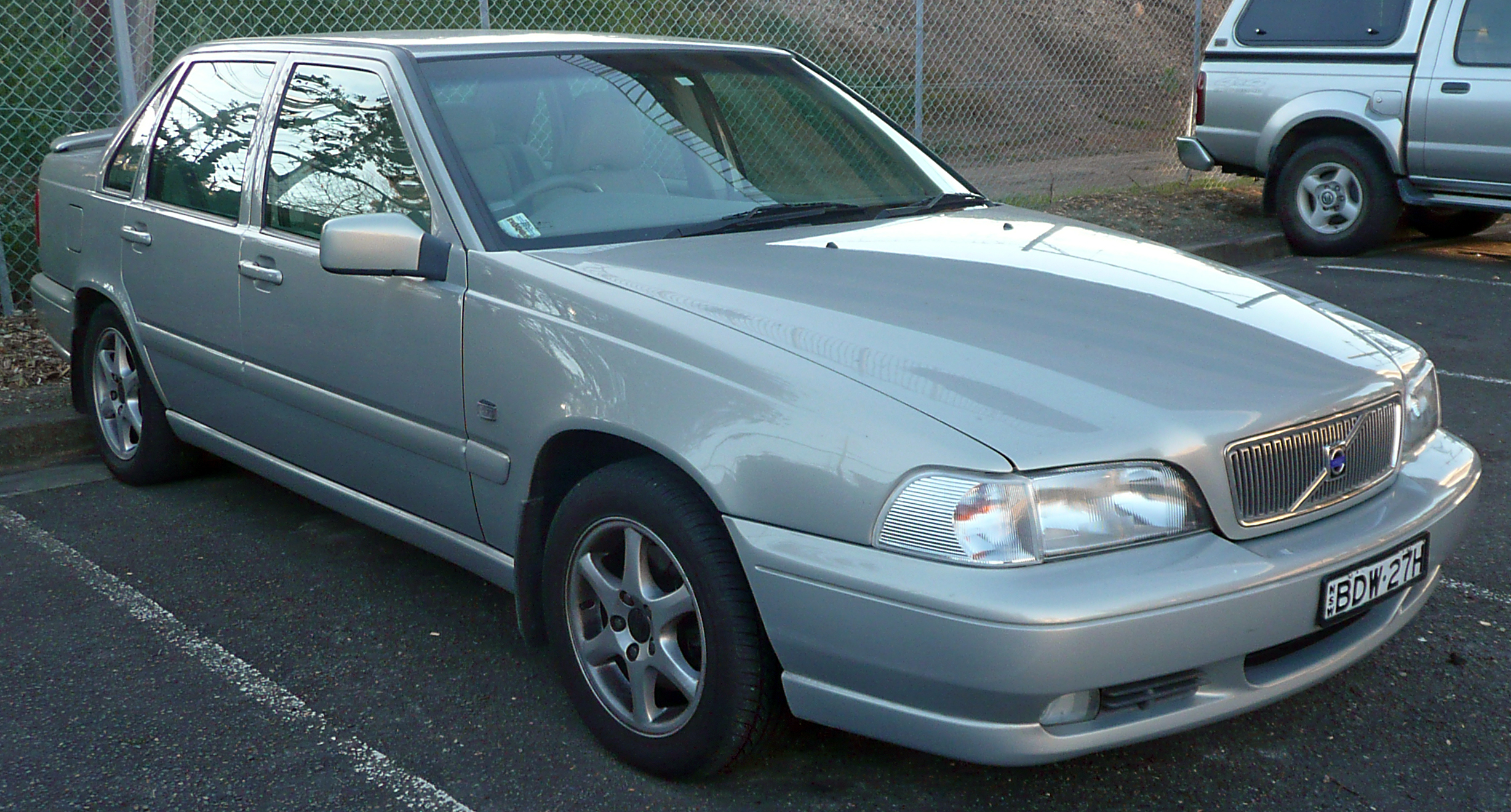
Volvo S70 T-5

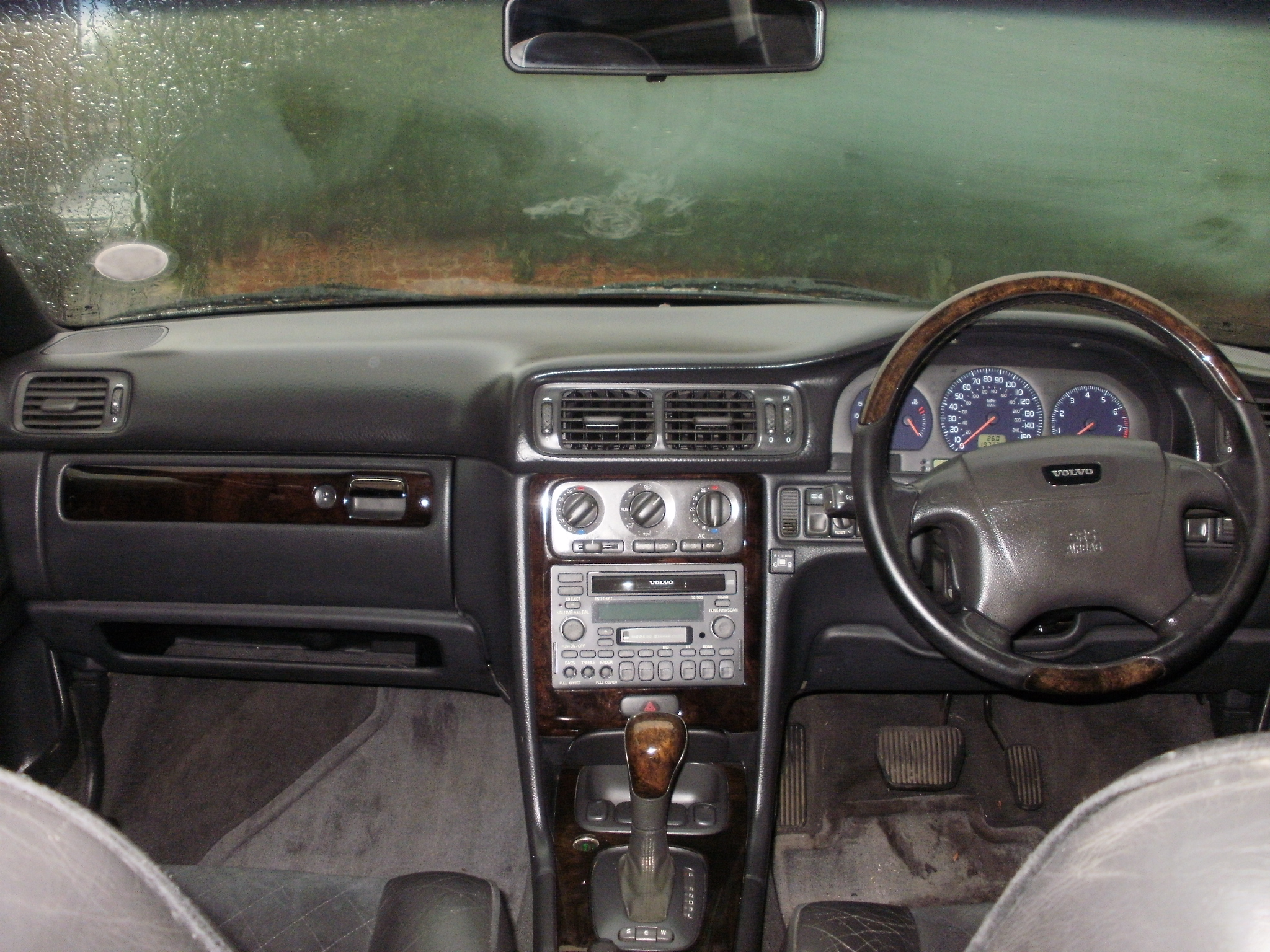

Автомобіль мав шість варіантів комплектації: Base, SE, GL (Grand Lux), GLT (Grand Lux Turbo), T5 (5 циліндровий Turbo) і R (тільки для Європи).
В автомобілі встановлювалася система електронного контролю за гальмуванням, антипробуксовочна система стала контролювати подачу палива, а не тільки пригальмовувати колеса. На моделях з механічною коробкою передач з'явився блокіратор стартера на працюючому двигуні, автоматична коробка отримала «адаптивну» логіку перемикання. У всіх версіях встановлювався імобілайзер. Передні подушки безпеки отримали двоступінчасті сенсори, які регулювали силу викиду подушки залежно від швидкості автомобіля і натягу ременів безпеки; двері автомобіля відмикалися автоматично після спрацьовування подушок.
Для Volvo S70 на вибір доступний один дизельний і безліч бензинових двигунів. Трансмісія представлена 5-ступінчастою механічною або 4-ступінчастою автоматичною коробками передач. Дизельний агрегат, об'ємом 2.5 л і потужністю 140 кінських сил, у змішаному циклі витрачає 7,3 л палива на 100 км. Розгін до 100 км/год займає 9,9 секунд. Бензинові двигуни мають об'єм 2.0 л (126 к.с., 180 к.с., 163 к.с., 226 к.с.), 2.3 л (239 к.с., 250 к.с.), 2.4 л (170 к.с., 193 к.с.), 2.5 л (144 к.с.). Середнє споживання палива у змішаному циклі за офіційними даними становить 9,5 л/100 км, а прискорення 0-100 км/год відбувається за 9 секунд.
У стандартну комплектацію Volvo S70 входить: кондиціонер, система клімат-контролю, система захисту автомобіля від крадіжки, аудіосистема з 6-ма динаміками і кнопками управління на рульовій колонці, круїз-контроль, склопідйомники і бічні зовнішні дзеркала з електроприводом, подушки безпеки, задні сидіння, розділені у співвідношенні 60/40. 

## Двигуни
| Модель                    | Циліндри, Клапани | Об'єм    | Потужність         | Роки випуску |
| ------------------------- | ----------------- | -------- | ------------------ | ------------ |
| Бензинові                 |                   |          |                    |              |
| 2.0                       | Р5, 10V           | 1984 см³ | 93 кВт (126 к.с.)  | 1997–2000    |
| 2.0                       | Р5, 20V           | 1984 см³ | 105 кВт (143 к.с.) | 1997–2000    |
| 2.0                       | Р5, 20V, Turbo    | 1984 см³ | 120 кВт (163 к.с.) | 1997–2000    |
| 2.0                       | Р5, 20V, Turbo    | 1984 см³ | 132 кВт (180 к.с.) | 1997–2000    |
| 2.0 T                     | Р5, 20V, Turbo    | 1984 см³ | 155 кВт (211 к.с.) | 1997–2000    |
| 2.0 T                     | Р5, 20V, Turbo    | 1984 см³ | 166 кВт (226 к.с.) | 1997–2000    |
| 2.3 T5                    | Р5, 20V, Turbo    | 2319 см³ | 176 кВт (240 к.с.) | 1997–2000    |
| 2.3 R                     | Р5, 20V, Turbo    | 2319 см³ | 184 кВт (250 к.с.) | 1997–2000    |
| 2.4                       | Р5, 10V           | 2435 см³ | 103 кВт (140 к.с.) | 1999–2000    |
| 2.4                       | Р5, 20V           | 2435 см³ | 125 кВт (170 к.с.) | 1999–2000    |
| 2.5 T                     | Р5, 20V, Turbo    | 2435 см³ | 142 кВт (193 к.с.) | 1997–2000    |
| 2.5 10V                   | Р5, 10V           | 2435 см³ | 106 кВт (144 к.с.) | 1997–1999    |
| 2.5                       | Р5, 20V           | 2435 см³ | 121 кВт (165 к.с.) | 1998–2000    |
| 2.5 20V                   | Р5, 20V           | 2435 см³ | 125 кВт (170 к.с.) | 1997–1999    |
| На природному газі        |                   |          |                    |              |
| 2.5 Bi-Fuel               | Р5, 10V           | 2435 см³ | 103 кВт (140 к.с.) | 1997–2000    |
| Дизельний                 |                   |          |                    |              |
| 2.5 TDI*                  | Р5, 10V, Turbo    | 2461 см³ | 103 кВт (140 к.с.) | 1997–2000    |
| * Двигун від Audi (A6 C4) |                   |          |                    |              |